# سييرا مادري ويساريا
سييرا مادري الوستارية أو كرمة الوستارية هي نوع من نبات كرمة الوستارية المزهرة التي تظهر في مهرجان الوستارية السنوي في سييرا مادري، كاليفورنيا، تم إدراج نبات الوستاريا في موسوعة غينيس للأرقام القياسية في عام 1990، باعتباره أكبر نبات مزهر في العالم.

## التسمية
- تمت تسمية كرمة الوستاريا على اسم الطبيب كاسبار ويستار (1761-1818) من قبل عالم النبات توماس نوتال (1786-1859).
- الاسم العام للنبات هو الوستارية.

## الحجم
- تغطي كرمة الوستارية المفردة مساحة فدان.
- تحتوي شجرة Wistaria Vine على أكثر من 1.5 مليون زهرة وتزن أكثر من 250 طنًا.

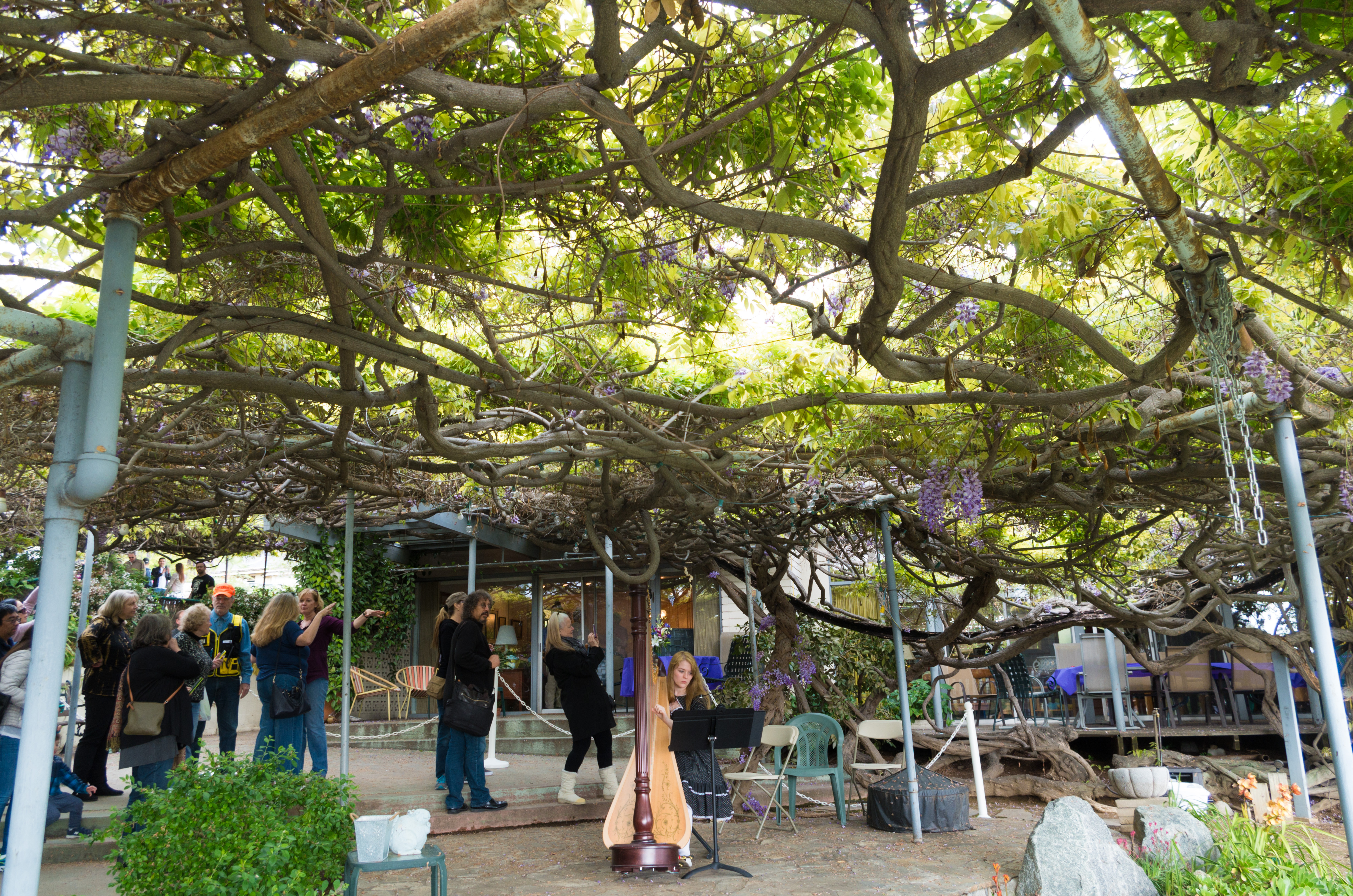
من صور المهرجان السنوي

- يقع المصنع على أرض خاصة ومفتوح للجمهور مرة واحدة في السنة خلال مهرجان الوستارية.

## التاريخ
- زرعت الكرمة عام 1894 على يد السيدة ويليام (أليس) بروجمان.
- اشترى بروجمان الكرمة من مشتل ويلسون القديم في مونروفيا مقابل خمسة وسبعين سنتًا في دلو سعة 1 جالون.
- يبلغ قطر جذع الكرمة الآن أكثر من متر.
- زهور اللافندر لها رائحة حلوة.
- باعت السيدة بروجمان المنزل والكرمة لهنري وإستل فينيل في عام 1906.
- عززت عائلة فينيلز نمو الكرمة من خلال بناء تعريشات وتعريشات لإبقائها بعيدًا عن الأرض.
- تقع الكرمة على السهل الغريني لجبال سان غابرييل، مع وجود مصدر جيد للمياه والصرف الصحي.
- الكرمة موجودة الآن على عقارين متجاورين. نظرًا لحالة الكرمة، وتتم صيانة الكرمة الآن بواسطة خبراء من الجامعات والبستانيين المحليين.[4]

## مهرجان الوستارية

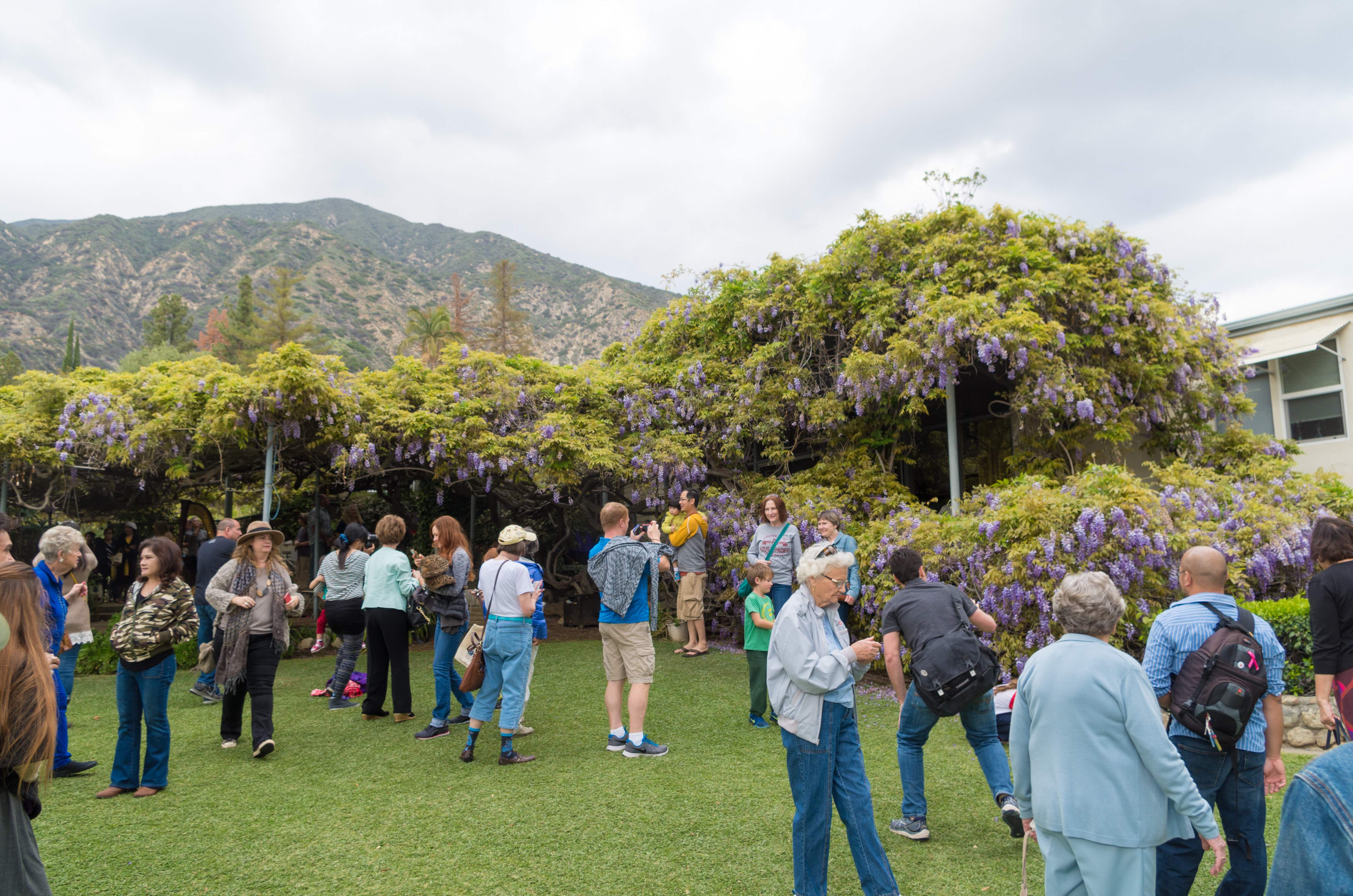
من صور النبتة في المهرجان السنوي

- تشتهر مدينة سييرا مادري بمهرجان ويستاريا السنوي الذي يقام عادةً في شهر مارس.
- يقدم مهرجان Wistaria أيضًا موسيقى حية في متنزه سييرا مادري التذكاري، مع شاحنات الطعام. تزدهر الكرمة في الفترة من مارس إلى منتصف أبريل.[5]